# Kawashima Yoshiko
Kawashima Yoshiko (川島 芳子 Kawashima Yoshiko, Xuyên Đảo Phương Tử) (24 tháng 5 năm 1907 - 25 tháng 3 năm 1948) là công chúa người Mãn Châu và là một điệp viên của Nhật Bản trong Chiến tranh thế giới thứ hai, nổi tiếng với sắc đẹp được gọi là "Hòn ngọc phương Đông" (東珍, Đông Trân).

## Xuất thân
Bà tên thật là Ái Tân Giác La Hiển Dư (愛新覺羅·顯玗, Aisin Gioro Xianyu), sinh ngày 24 tháng 5 năm 1907 tại Bắc Kinh, là con gái thứ 14 của Túc Trung Thân vương Thiện Kỳ (善耆), thuộc Hoàng gia triều Mãn Thanh, dòng Tương Bạch kỳ. Bà còn có tên Hán là Kim Bích Huy (金璧輝).
Ngay từ nhỏ, bà được một người Nhật Bản là Kawashima Naniwa (川島浪速, Xuyên Đảo Lãng Tốc), vốn là một điệp viên, đang làm cố vấn trong triều đình Mãn Thanh, nhận làm con nuôi, vì vậy mới đổi tên Nhật là Kawashima Yoshiko.
Năm 1912, bà theo cha nuôi về Nhật Bản và học tại Matsumoto, Nagano, Nhật Bản, từ đó Nhật hóa hoàn toàn. Cha nuôi đã cho bà bắt đầu theo huấn luyện về chính trị, kỹ năng quân sự, tình báo...
Có tài liệu cho rằng bà từng tự sát bất thành vào năm 17 tuổi (có tài liệu ghi là 19 tuổi), và sự việc có liên quan đến người cha nuôi. Tuy nhiên, sự việc rất khó xác minh. Chỉ chắc chắn là sau sự việc này, bà bắt đầu thường xuyên mặc quần áo nam giới.

## Sự nghiệp gián điệp

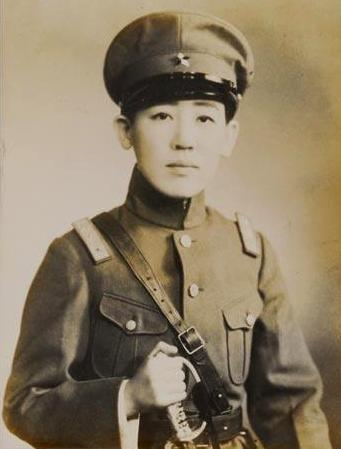
Kawashima Yoshiko trong quân phục Mãn Châu

Năm 1927, bà kết hôn với Ganjuurjab, người Mông Cổ, con trai của tướng Quân đội Nội Mông Jengjuurjab, người lãnh đạo phong trào ly khai độc lập cho Mông Cổ - Mãn Châu tại Ryojun. Cuộc hôn nhân này chỉ kéo dài trong 2 năm, sau đó bà trở về Thượng Hải.
Tại Thượng Hải, bà đã gặp gỡ tùy viên quân sự Nhật Bản Tanaka Ryukichi, cũng chính là một điệp viên đang xây dựng mạng lưới gián điện gồm các quý tộc Mãn Châu và Mông Cổ. Sự nghiệp gián điệp của bà đã góp phần không nhỏ dẫn đến sự mâu thuẫn của quân phiệt Đông Bắc Trương Tác Lâm với Nhật Bản, cũng như cái chết của ông ta, sự thành lập Mãn Châu Quốc cũng như điệp vụ giải cứu Hoàng hậu Mãn Châu Quốc.
Bà sống cùng với Tanaka cho đến khi xảy ra Sự biến Thượng Hải vào năm 1932. Sau khi Tanaka bị triệu hồi về Nhật, bà tiếp tục làm điệp viên dưới sự chỉ đạo của Thiếu tướng Doihara Kenji.

## "Tư lệnh An Quốc quân Mãn Châu"
Bà rất nổi tiếng và được báo chí tường thuật nhiều, bà còn ra 1 đĩa hát.
Năm 1933, sau khi Mãn Châu Quốc thành lập, người Nhật Bản cũng thành lập một lực lượng quân sự bù nhìn gọi là Mãn Châu quốc An Quốc quân và phong cho bà chức vụ Tổng tư lệnh, cùng tham gia trận chiến Nhiệt Hà tác chiến trong chiến tranh Trung-Nhật. Tuy nhiên, An Quốc quân kỉ luật yếu kém, ô hợp, nhanh chóng tan rã và biến thành thổ phỉ. Bà thất vọng, bất mãn, nhiều lần lên tiếng chỉ trích chính sách quân đội Nhật. Vì vậy, năm 1934, bà bị người Nhật tống giam.
Hai năm sau, bà được tha và trở về Thiên Tân, tiếp tục hoạt động gián điệp cho người Nhật.

## Kết cục Hán gian
Sau khi Nhật Bản bại trận và trong khi Liên Xô tấn công Mãn Châu trong Chiến dịch Mãn Châu tháng 8 năm 1945, bà trốn tại Thượng Hải. Sau đó, bà bị chính quyền Quốc dân đảng bắt giam và quy tội Hán gian. Ngày 22 tháng 10 năm 1947, bà bị tuyên án tử hình. Án được thực hiện ngày 25 tháng 3 năm 1948 bằng hình thức xử bắn.